# Chatanga
Chatanga (ros. Хатанга) – rzeka w azjatyckiej części Rosji, w Kraju Krasnojarskim. Długość 227 km, długość ciągu rzecznego od źródeł Kotuja 1636 km; powierzchnia dorzecza 364 tys. km²; średni roczny przepływ przy ujściu 3286 m³/s.
Powstaje z połączenia rzek Cheta i Kotuj, płynie w kierunku północno-wschodnim po Nizinie Północnosyberyjskiej, uchodzi estuarium do Zatoki Chatańskiej Morza Łaptiewów.
Zamarza od września/października do czerwca; zasilanie głównie śniegowe. Obfituje w ryby (sielawa, omul, muksun, nelma, tajmień).